# درهم إسلامي

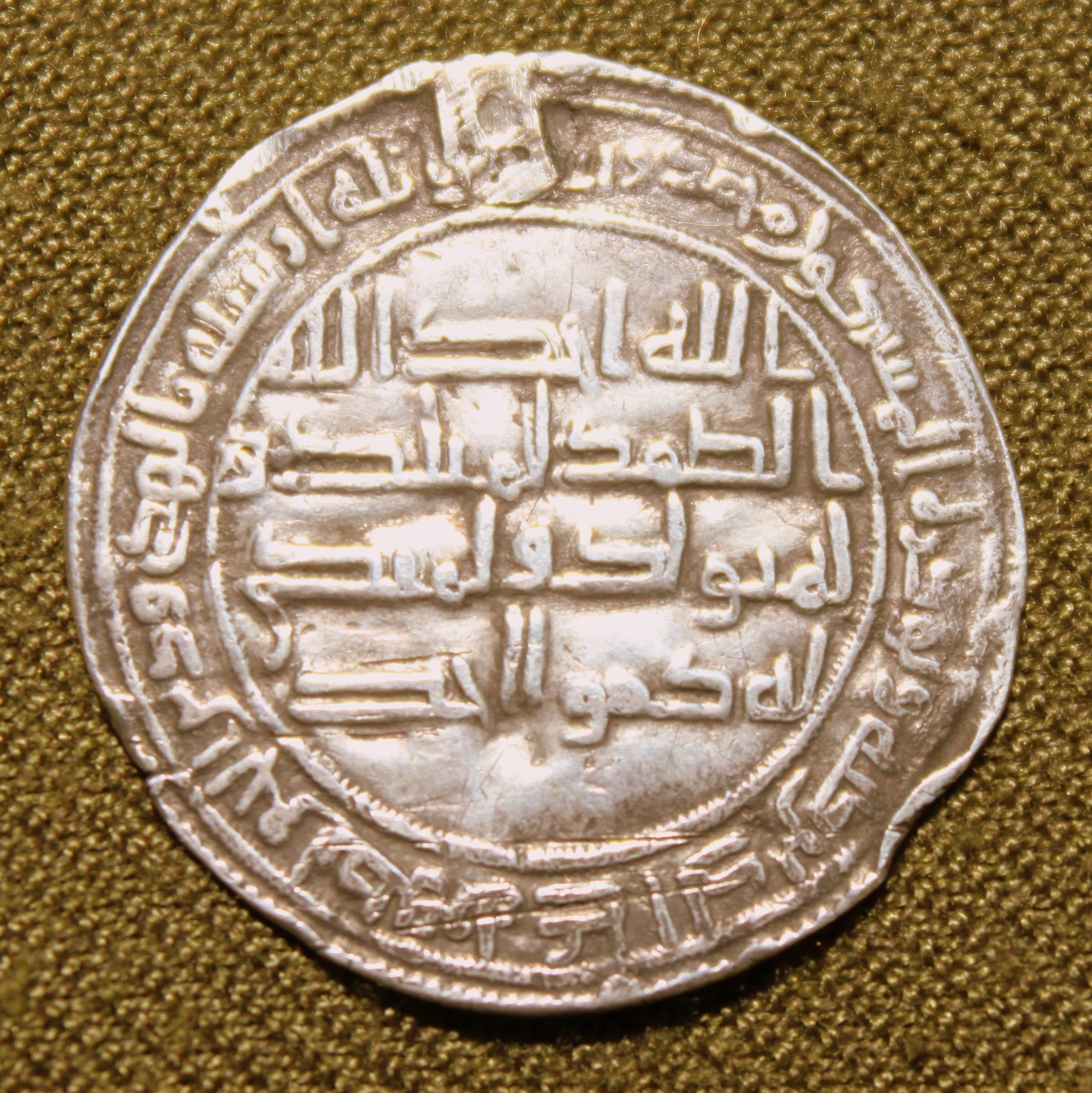
درهم إسلامي فضي صك في عهد الدولة الأموية بمدينة دربند الواقعة في داغستان.

الدرهم الإسلامي هو إحدى أقدم العملات التي استُخدمت في العالم الإسلامي وهو عملة معدنية مسكوكة من الفضة، وله تاريخ طويل يعود إلى بدايات العصر الأموي حتى سقوط الخلافة الإسلامية سنة 1918. حدد علماء الفقه وزنها ب 3 غرام فضة (2.975 غرام).

## النشأة والتطور
في بداية الفتح الإسلامي، استمر المسلمون باستخدام الدراهم الفارسية (الدراهم الساسانية) مع إضافة بعض التعديلات، مثل نقش اسم الخليفة أو بعض العبارات الإسلامية. في عهد الخليفة عبد الملك بن مروان (حوالي سنة 76 هـ / 696 م)، تم سك أول درهم إسلامي خالص يحمل الشهادتين، وأصبح معيارًا للنقود الإسلامية.

### الدرهم في العصر الأموي
كان أول درهم إسلامي صك في عام 76 هـ / 696 م في دمشق، وكان يُصكّ من الفضة. صُكّ الدرهم الإسلامي وفقًا للمواصفات الجديدة التي أقرها الخليفة عبد الملك بن مروان، وكان يحمل نقشًا باللغة العربية يتضمن بعض الآيات القرآنية والشهادتين "لا إله إلا الله محمد رسول الله". وكان للدرهم الإسلامي شكل موحد، وأصبح يستخدم عملة رسمية في أنحاء الدولة الإسلامية.

### الدرهم في العصر العباسي
في العهد العباسي (750-1258 م)، استمر استخدام الدرهم الفضي عملة أساسية، ولكن تم تطويره بشكل أكبر من حيث التصاميم والمواصفات. استمر الخلفاء العباسيون في سك العملة وفقًا للمعايير الإسلامية، ولكن مع بعض التعديلات التي تعكس تطور الدولة العباسية. أصبحت العملات أكثر تنوعًا، وبدأت تترجم التأثيرات الثقافية المختلفة التي اتسعت في الخلافة العباسية.

### الدرهم في العصر العثماني
في العصر العثماني (1517-1918 م)، استمر استخدام الدرهم كجزء من النظام النقدي، ولكن كان يصك بطرق مختلفة. استخدم العثمانيون الدرهم الفضي لأغراض تجارية واقتصادية، لكن مع تقدم الزمن وظهور العملات الورقية، أصبح الدرهم الفضي أقل استخدامًا.

## الوزن والمعايير
- اعتمد النظام النقدي الإسلامي على معيار ثابت:
  - وزن الدرهم = 2.975 غرام من الفضة
  - 1 دينار ذهبي = 10 دراهم فضية تقريبًا
- في الفقه الإسلامي، حُدِّد نصاب زكاة الفضة بـ 200 درهم، وهو ما يعادل 595 غرامًا من الفضة.[1]

## معرض الصور

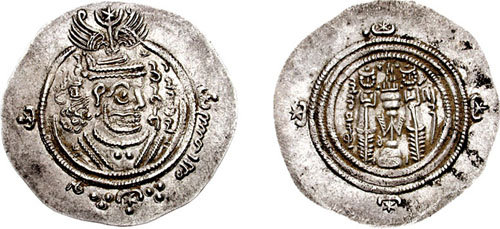
إحدى أوائل العملات الفضية زمن الخلافة الأموية، بزخارف ساسانية، واسم الحجاج بن يوسف الثقفي
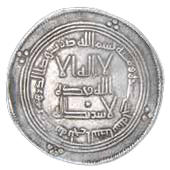
درهم فضي من الدولة الأموية، صُك بمدينة بلخ عام 111هـ (729/730م)
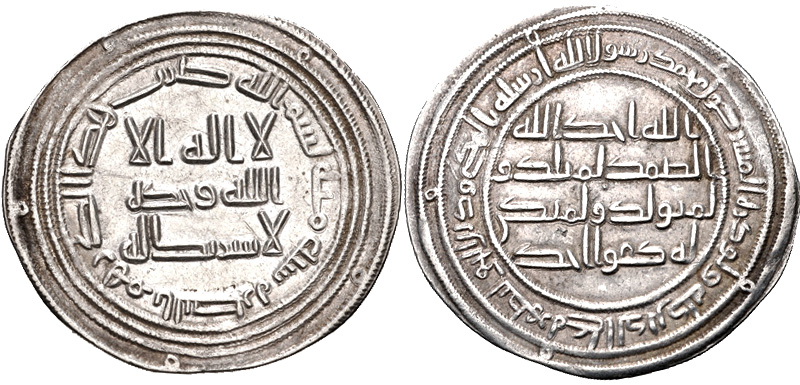
درهم فضي من عهد عمر بن عبد العزيز
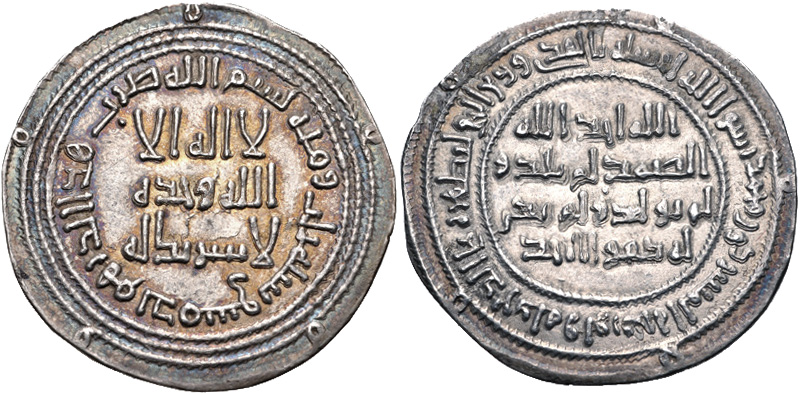
درهم فضي من عهد يزيد بن عبد الملك ضرب في 721/22
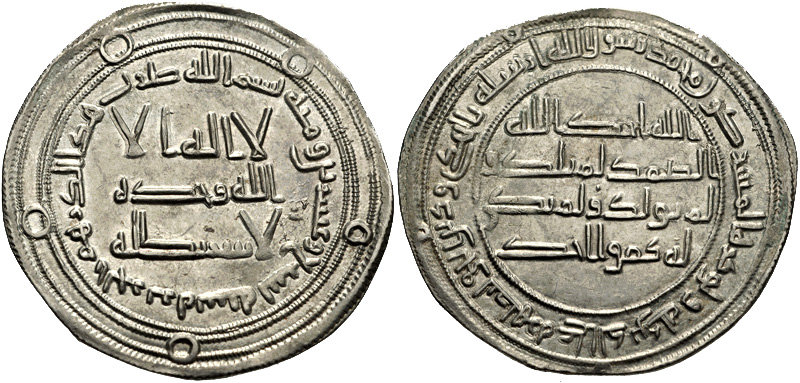
درهم فضي من عهد مروان الثاني 127-132 هـ
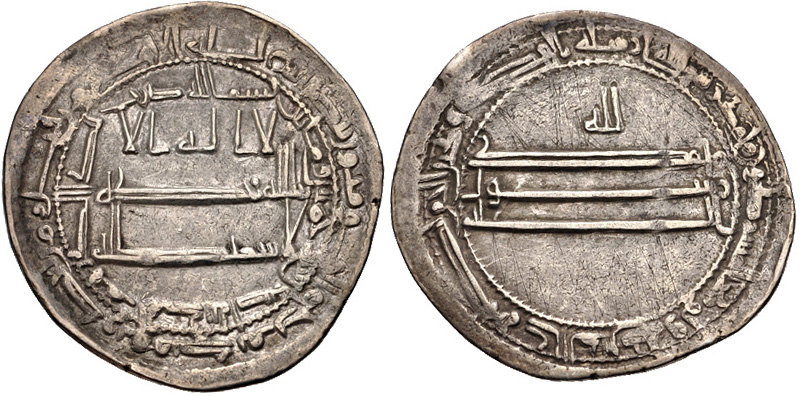
درهم فضي من عهد السفاح 132-136 هـ
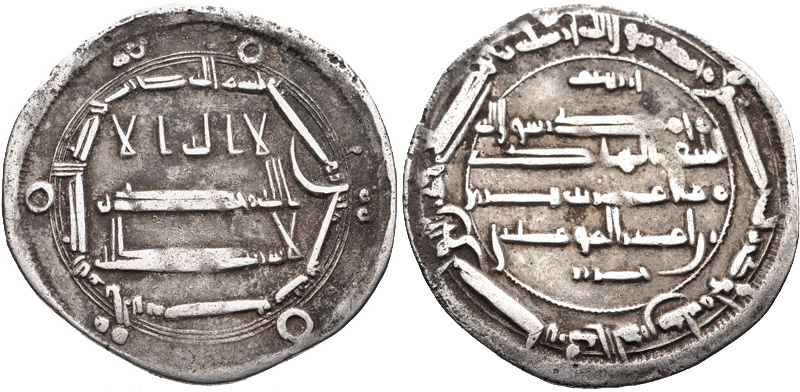
درهم فضي من عهد الهادي 170 هـ ضرب في 786/787
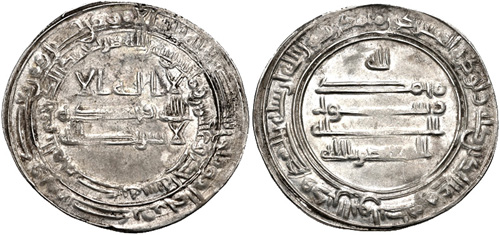
درهم فضي من عهد المعتصم، ضرب في سنة 836/7 م